# Voleibol Feminino do Minas Tênis Clube
A equipe de Voleibol Feminino do Minas representa o Minas Tênis Clube, clube polidesportivo brasileiro com sede em Belo Horizonte, Minas Gerais. É uma das equipes mais tradicionais do Brasil, tendo conquistando diversos títulos nacionais e internacionais. Por razões de patrocínio, a equipe atualmente é denominada Gerdau/Minas.

## História

### Primeiros anos

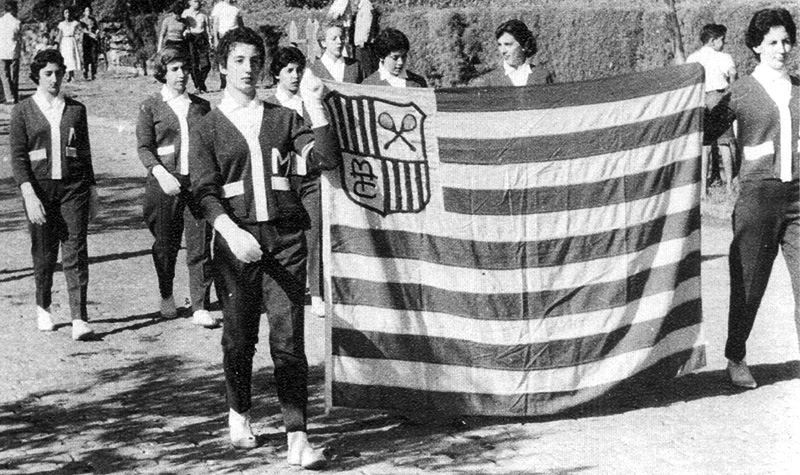
Atletas do vôlei feminino nos anos 1950.

O voleibol é praticado no clube desde sua fundação, nos anos 1930.  No ano de 1934, ocorreu a primeira edição do Campeonato Mineiro de Voleibol Femino, com o Minas conquistando seu primeiro título estadual em 1940.
Nessa época osas partidas eram disputados em melhor de três sets. Para conquistar o título, o Minas venceu o Paisandú por 2 sets a 0; o Atlético  (2x1); e o América duas vezes: primeiro na fase de grupos (2x1) e na final por 2 a 0 (parciais de 15-3 e 15-4).
Após o intervalo entre 1941 e 1945, em que o campeonato mineiro não foi disputado, o Minas voltou a vencer o estadual em 1946 e 1949. Em 1944, sagrou-se hexacampeão do campeonato de Belo Horizonte e fez uma excursão ao Rio de Janeiro, onde jogou uma série de partidas amistosas com Botafogo e Fluminense. A construção do Ginásio do Minas em 1952, e as excursões da equipe para outros estados e para o exterior deram novo impulso ao voleibol minastenista. Nessa época, o Minas se tornou-se uma das principais equipes de voleibol da região, estabelecendo uma rivalidade principalmente com o Mackenzie, dado a proximidade entre os dois clubes.
Nos anos 1950 ainda não existiam campeonato nacionais de voleibol, mas aconteciam muitos torneios abertos com equipes de vários estados. Em 1957, por exemplo, o Minas sediou o Torneio Paulo Augusto dos Anjos, sendo vice-campeão. O campeão foi o Flamengo, com a participação ainda da Atlântica-Bradesco, e da seleção mineira juvenil.

### Anos 1960 e 1970: os primeiros títulos nacionais, e o vice sul-americano

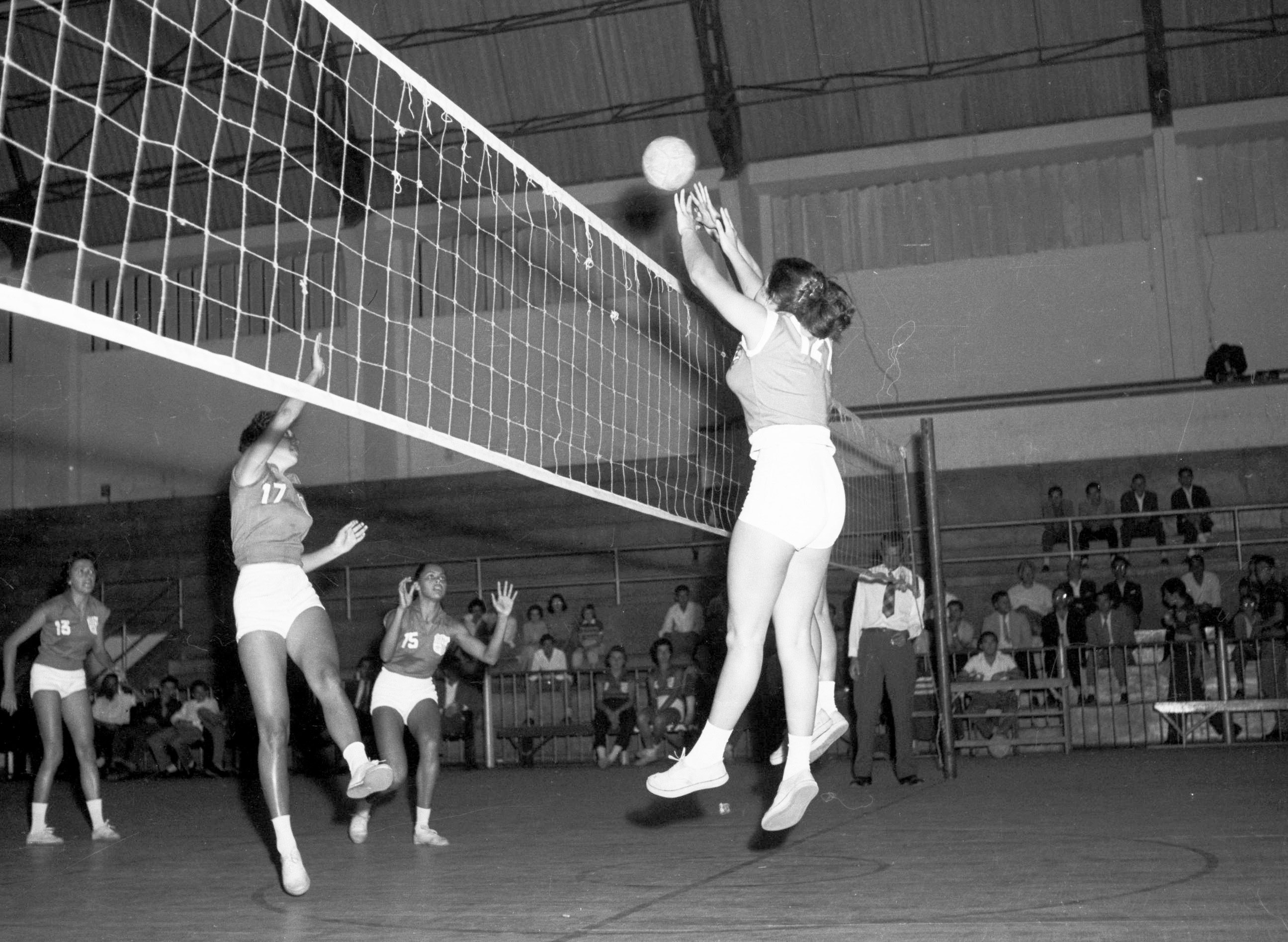
Minas e Mackezine jogam nos anos 1960.

Em 1963 e 1964, o Minas foi bicampeão do Torneio de Clubes Campeões do Brasil, considerado na época a principal competição nacional. Um dos destaques da equipe campeã foi Elda Silva, atleta que também representava a seleção brasileira. Ainda em 1964, em uma excursão ao México, foi campeão do Troféu Lopes Mateus. Nessa época, as atletas ainda não eram profissionais, como conta Yara Ribas de Castro, ex-diretora do vôlei feminino do Minas. Segundo ela, todas as atletas estudavam e trabalhavam durante o dia, e somente iam ao clube treinar na parte da noite.
Em competição realizada na capital de São Paulo, em dezembro de 1974, o Minas venceu a Vª Taça Brasil de Voleibol. O título foi conquistado com uma vitória na última rodada sobre o rival Mackenzie, por 3 sets a 0, com parciais de 18-16, 15-5 e 15-3. As jogadoras Sônia Faria, Gislene, Fairuze e Eliana foram os destaques da final. O Minas foi campeão invicto, vencendo também os outros quatro participantes: Resendense-RJ, Aramaçãn-SP, Paulistano e Fluminense.
O vice-campeonato do Sul-Americano de Clubes de 1976 foi a primeira conquista de expressão internacional do vôlei feminino do Minas. Participaram do torneio os clubes vencedores dos campeonatos de primeira categoria de 1974 de cada federação membro da Confederação Sul-Americana. A competição foi realizada em abril de 1976, em Buenos Aires. Na primeira fase, o Minas venceu o Guarani- PAR (3x0; 15-3,15-2, e 15-6); Chaco Petrolero-BOL (3x0; 15-2,15-4,15-6); Manuel de Salas-CHI (3x0; 15-2, 15-7, 15-6) e Olímpia-URU (3x0; 15-11, 15-6, 15-3). Com o ginásio do Ferro Carril lotado, o Minas perdeu a final para o campeão argentino, Gimnasia y Esgrima, (2x3; 15-8, 10-15, 8-15, 15-7, 12-15). As destaques do Minas foram as jogadoras Paula Melo, Eliana Aleixo, Fairuze, Zezé, Nádia Lemos e Soninha. Também fizeram parte do elenco: Idelma Ribas, Marta Magalhães, Gislene Rohlfs e Cecília Reis. O técnico foi Paulo Augusto dos Santos. 

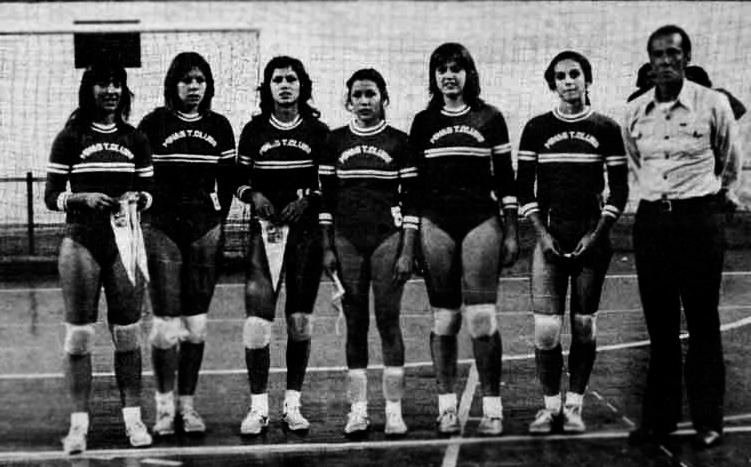
Equipe campeã da Taça Brasil de 1974

### Conquistas internacionais e o primeiro título da Liga Nacional
O vice-campeonato da Liga Nacional 1991/1992 rendeu uma vaga ao L’acqua de Fiori/Minas para a disputa do Sul-Americano de 1992. Em competição disputada na cidade paulista de São Caetano do Sul, o Minas voltou a ser vice-campeão sul-americano. Na primeira fase, o Minas derrotou o El Cedro-PAR (3x0;15-3,15-1,15-0)  e  Independência Formosa-ARG (3x0; 15-2,15-1,15-4) . Na semifinal venceu o Deportivo Power-PER (3x0; 15-1,15-2,15-3). Na final, em 22 de março, o Minas foi superado pelo rival Colgate/São Caetano, que venceu por 3 sets a 1 (0-15,17-15,5-15,9-15). Na equipe do vice-campeonato, o Minas contava com grandes estrelas do vôlei brasileiro: Leila, Hilma, Fernanda Venturini e Ana Flávia, e que seriam a base do time campeão da próxima Liga Nacional. Já o Colgate/São Caetano era liderado por Ana Moser e a levantadora Fofão.

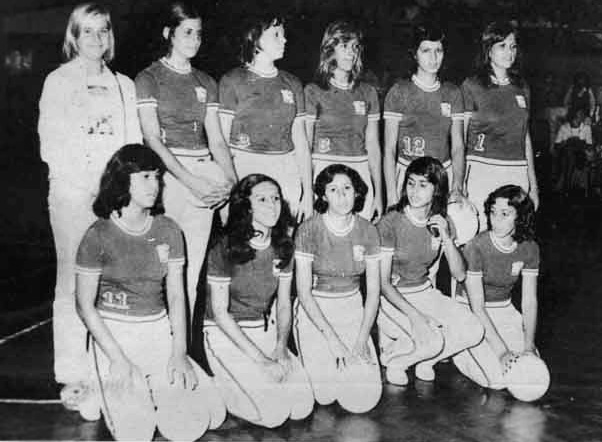
Equipe vice-campeão do Sul-Americano de 1976

Em novembro de 1992, mostrando sua ascensão no cenário internacional, o Minas conquistou o vice-campeonato do Campeonato Mundial de Clubes. A equipe do técnico Cebola viajou para a disputa na Itália após se classificar para o mundial com o vice-campeonato do sul-americano. Na primeira fase, o Minas venceu o Hitachi Musashi do Japão (3x2) e o Posta Kenya do Quênia (3x0), mas perdeu para o campeão italiano Il Messaggero Ravenna por 3 sets a 2, em um jogo em que o Minas começou arrasador, mas não resistiu a força das italianas, parciais de 2-15,15-11,11-15,15-8 e 15-8. Na semifinal, a equipe mineira derrotou as russas do Uralochka Sverloszik por 3 sets a 1 e enfrentou na final novamente o Il Messaggero Ravenna, que tinha nomes como a americana Caren Kemner e a holandesa Henriette Weersing.  Em um jogo de parciais apertadas, as italianas venceram por 3 a 0 (14,15-13,15-12). Na final, o Minas jogou sem duas de suas principais jogadoras, Ida e Márcia Fu, e entrou em quadra com Ana Flávia, Cilene, Leila, Ana Paula, Arlene, Andréia Marras e Hilma.  Ana Flávia foi escolhida a MVP da competição, e Cilene a melhor passadora.  

Assumindo novamente o protagonismo nacional, a equipe do L’acqua de Fiori/Minas venceu a Liga Nacional 1992/1993, derrotando o Colgate/São Caetano na série final, em uma melhor de cinco partidas. Foi uma revanche da temporada 1991/1992, em que o Minas havia ficado com o vice-campeonato, perdendo o título  para o mesmo Colgate/São Caetano. Na série final de 1992/1993, o São Caetano começou vencendo em casa, fazendo 3 sets a 2 na primeira partida. No entanto, o Minas mostrou força de reação e virou a disputa, vencendo as três partidas seguintes. Nos dias 9 e 10 de março, as mineiras venceram o São Caetano por 3x0 e 3x1 em Belo Horizonte . A última partida da série foi disputada no ginásio Milton Feijão, em São Caetano, em 12 de março de 1993. O Minas venceu por 3 sets a 0, parciais de 15-8,15-12,15-11, em 1h e 39m de jogo, definindo a série em 3 jogos a 1 para a equipe de Belo Horizonte. O Minas teve como levantadora Andréia Marras e no elenco: Leila, Hilma, Arlene, Ana Paula, Letícia, Kely, Kátia Lopes, Marianna e Cilene. O técnico era Carlos Alberto Castanheira, o Cebola. Com essa vitória o Minas se classificou mais uma vez para o sul-americano.

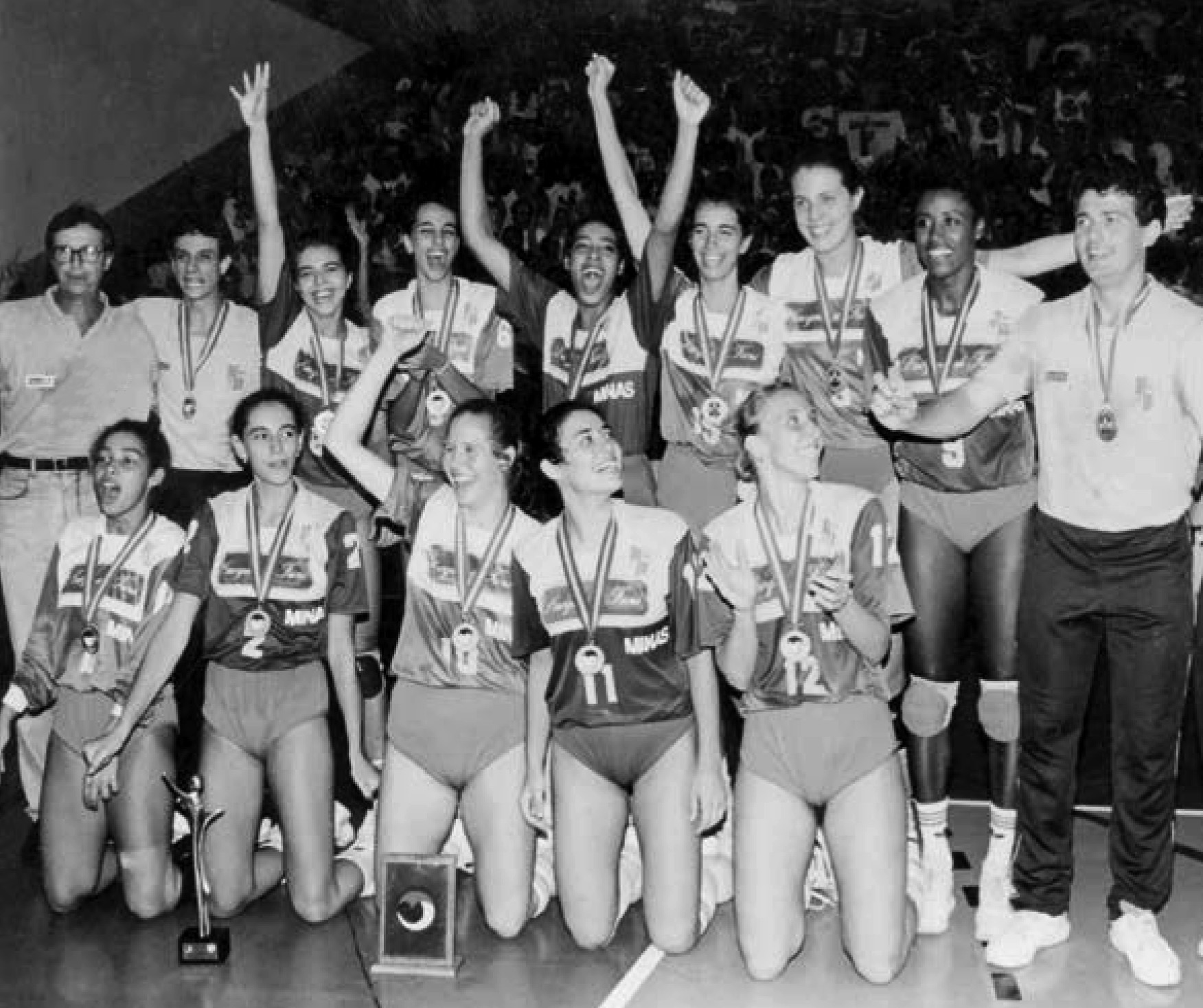
L'acqua di Fiori/Minas campeão da Liga Nacional 1992/93

No Sul-Americano de Lima em 1993, o Minas foi derrotado novamente na final pelo São Caetano. Na primeira fase venceu as equipes do San Antonio-BOL, Atletico Lafinur-ARG e Alianza Lima-PER.. Na semifinal, o Minas derrotou o Latino Amisa-PER, mas perdeu a final para o São Caetano, por 3 sets a 1 (parciais de 15-10, 15-8, 5-15, e 15-9).
O primeiro título internacional de expressão do Minas só viria em 1999, com o MRV/Minas vencendo o Campeonato Sul-Americano de Campeões de 1999. Realizada em Cochabamba, na Bolívia, a competição contou com a participação de seis equipes, que jogaram entre si em turno único. Para ser campeão, o Minas venceu o River Plate-ARG, campeão argentino, por 3 sets a 0 (25-12,15-19,25-15), o Náutico Hacoaj-ARG também por 3x0 (26-24,25-21,25-11); o Univalle-BOL (3x0; 25-13,25-16,25-10);  o Petrobrás/Macaé-BRA (3x0;25-17, 25-18,25-17); e na última rodada derrotou o campeão peruano, Deportivo Sipesa, por 3 sets a 1 (25-16,25-27,25-19,25-16). O Técnico Chico dos Santos contou com as jogadoras Ana Flávia, capitã da equipe, Fabiana Berto, Fernanda Doval, Arlene, Estefânia, Miriam, Rosângela, Simone Storm, Andreza, Luciana Adorno, Kely e Cibele.
No ano seguinte, o  MRV/Minas conquistou o bicampeonato sul-americano, vencendo a Liga Sul-Americana de Clubes de 2000. O campeonato ocorreu em Joinville, no mês de abril. A renovada equipe do Minas era liderada pela levantadora Fofão e pela atacante romena Cristina Pirv, e também tinha como destaques as centrais Kely e Ângela e a líbero Josiane. Para ser campeão, o Minas derrotou o Índias de Miranda-VEN, o Náutico Hacoaj-ARG, e o algoz do vice-campeonato de 1976, o Gimnasia y Esgrima-ARG, todos por 3 sets a 0; e na última rodada superou o BCN/Osasco por 3  sets a 1.  Fofão foi escolhida a melhor levantadora da competição, Josiane recebeu o prêmio de melhor passe, Cristina Pirv o de melhor atacante e Kely o de destaque.

### A conquista do primeiro título da Superliga
Após a conquista da Liga Nacional em 1992/1993, o Minas obteve bons resultados nos anos seguintes, ficando em terceiro lugar na Supeliga de 1994/1995 e 1997/1998, e sendo vice-campeão na edição de 1999/2000. Porém o almejado título da Superliga só viria na temporada 2001/2002.
A conquista da Superliga de 2001/2002 foi marcante para a história do Minas. Em 27 de abril de 2002, no ginásio do Mineirinho lotado, a equipe do MRV/Minas derrotou o rival BCN/Osasco na última partida da série. A equipe do técnico Antônio Rizola havia perdido o primeiro jogo da série decisiva por 3 sets a 0, em Osasco. Na segunda partida, em Belo Horizonte, após estar perdendo por 2 sets a 0, o Minas virou de forma impressionante, vencendo por 3 sets a 2 (23-25,23-25,25-22,25-17,15-10) e forçando a realização do terceiro jogo. Na partida decisiva, a equipe mineira venceu por 3 sets a 1, parciais de 25-21, 23-25, 25-16 e 25-20, em 1h 51m de partida. Fofão recebeu o prêmio de melhor levantadora da competição, Cristina Pirv foi a maior pontuadora e prêmio de melhor recepção. Também faziam parte do elenco campeão: Érika, Ângela,  Fabíola, Ana Volponi, Sheila Castro, Juciely, Elisângela, Marina Daloca, Joyce.
Depois dessa conquista o Minas seria vice-campeão nas duas temporadas seguintes da Superliga (2002/2003 e 2003/2004), e terceiro colocado em 2006/2007 e 2015/2016. Mas só voltaria a disputar a decisão em 2018/2019, quando o clube mineiro entrou em uma nova era de grandes títulos nacionais e internacionais.

### História recente: uma máquina de títulos

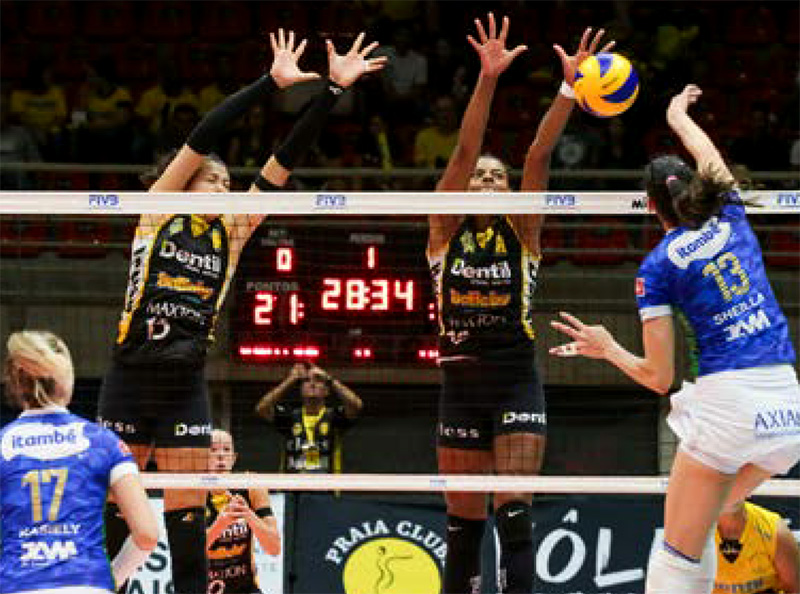
Minas e Praia na final da Superliga de 2019/2020

A temporada de 2018/2019 marcou o início de uma nova página da vitoriosa história do Minas, com a conquista de três títulos da Superliga em sequência.
Na Superliga de 2018/2019, após uma excelente primeira fase, com 20 vitórias em 22 jogos, a equipe do Minas derrotou seu novo grande rival Praia Clube na série final (3x2 e 3x1). O Praia era o atual campeão e defendia o título. Foi a primeira vez que dois times mineiros decidiram a Superliga, algo que viraria rotina desde então. O time do Minas contava com a levantadora Macris, as centrais Carol Gattaz, Mara e Mayany, as ponteiras Gabi Guimarães e Natália, as opostas Bruna Honório e Malu, e a Líbero Léia. O comando técnico estava a cargo do italiano Stefano Lavarini.
Reforçado pela central Thaísa Daher, o Minas voltou a bater o Praia Clube nas finais das duas temporadas seguintes. Também contando com as chegadas das ponteiras Pri Dairot, Kasiely e Megan Hodge, a levantadora Pri Heldes e a oposta Danielle Cuttino. Na final da edição de 2020/2021  agora sob o comando do técnico Nicola Negro, o Itambé/Minas venceu o Praia Clube por 2 x 1 na série decisiva. Thaísa foi eleita MVP e melhor central do campeonato, Macris a melhor levantadora.
Na final da Superliga de 2021/2022 o Itambé/Minas venceu o Praia na final, desta vez por 2 a 0. Macris foi eleita a MVP e melhor levantadora da competição, Thaísa a melhor central e a oposta Kisy a MVP da final.
No plano internacional, também aconteceu uma constelação de títulos. O Minas sagrou-se pentacampeão sul-americano, vencendo as edições de 2018, 2019, 2020, 2022, e 2024. Também foi vice-campeão no Mundial de Clubes de 2018.
Na temporada 2023/2024, o Gerdau/Minas voltou a ser campeão da Superliga, com nova vitória sobre o Praia Clube. Foi a quarta conquista nas últimas cinco edições da Superliga, todas derrotando na final seu rival de Uberlândia. Nessa conquista, os destaques foram a oposta Kisy, eleita melhor oposta e MVP da competição, a central Julia Kudiess. premiada como atleta revelação, a central Thaísa, as ponteiras Yonkaira Peña e Pri Dairot, e a líbero Nyeme.

## Elenco Atual
Elenco do Gerdau/Minas para a temporada 2025/2026.

## Títulos
|              | Competição                            | Títulos      | Temporadas                                            |
| Continentais | Continentais                          | Continentais | Continentais                                          |
| ------------ | ------------------------------------- | ------------ | ----------------------------------------------------- |
|              | Campeonato Sul-Americano              | 5            | 2018, 2019, 2020, 2022, 2024                          |
|              | Campeonato Sul-Americano de Campeões¹ | 1            | 1999                                                  |
|              | Liga Sul-Americana¹                   | 1            | 2000                                                  |
| Nacionais    |                                       |              |                                                       |
| Brasil       | Superliga Brasileira                  | 6            | 1992–93, 2001–02, 2018–19, 2020–21, 2021–22, 2023–24  |
| Brasil       | Copa Brasil                           | 3            | 2019, 2021, 2023                                      |
| Brasil       | Supercopa Brasileira                  | 2            | 2023, 2024                                            |
| Brasil       | Taça Brasil                           | 1            | 1974                                                  |
| Brasil       | Torneio de Clubes Campeões do Brasil  | 2            | 1963, 1964                                            |
| Estaduais    |                                       |              |                                                       |
| Minas Gerais | Campeonato Mineiro                    | 9            | 1940, 1946, 1949, 2003, 2017, 2018, 2020, 2022, 2024, |

- 1 - A CSV não considera esses torneios no quadro geral do Campeonato Sul-Americano em seu sítio oficial, portanto, mostrados separadamente.

### Campanhas de Destaque
| Minas Tênis Clube                    | Minas Tênis Clube                                                             | Minas Tênis Clube                                          | Minas Tênis Clube                      | Minas Tênis Clube |
| Torneio                              | Campeão                                                                       | Vice-campeão                                               | Terceiro colocado                      | Quarto colocado   |
| ------------------------------------ | ----------------------------------------------------------------------------- | ---------------------------------------------------------- | -------------------------------------- | ----------------- |
| Campeonato Mundial                   |                                                                               | 1 (1992)                                                   |                                        | 2 (2021), (2022)  |
| Campeonato Sul-Americano             | 5 (2018), (2019) , (2020), (2022), (2024)                                     | 4 (1976, 1992, 2021, 2022)                                 |                                        |                   |
| Liga Nacional e Superliga Brasileira | 6 (1992-1993, (2001-2002), (2018-2019), (2020-2021), (2021-2022), (2023-2024) | 5 (1981), (1991-92), (1999-2000), (2002-2003), (2003-2004) | 3 (2006-2007), (2015-2016),(2017-2018) |                   |
| Copa Brasil                          | 3 (2019), (2021, (2023)                                                       | 3 (2017), (2022), (2024)                                   | 3 (2007), (2018), (2020)               | 1(2016)           |
| Supercopa Brasileira                 | 2 (2023), (2024)                                                              | 4 (2017),(2021),(2022), (2023)                             |                                        |                   |